# 554 Peraga
Peraga (asteroide 554) é um asteroide da cintura principal com um diâmetro de 95,87 quilómetros, a 2,00797715 UA. Possui uma excentricidade de 0,15430905 e um período orbital de 1 336,33 dias (3,66 anos).
Peraga tem uma velocidade orbital média de 19,32943696 km/s e uma inclinação de 2,93915346º.
Esse asteroide foi descoberto em 8 de Janeiro de 1905 por Paul Götz.